# Efim Moțpan
Efim Moțpan (ur. 10 lutego 1971 w Cornești) – mołdawski lekkoatleta specjalizujący się w chodzie sportowym, uczestnik letnich igrzysk olimpijskich.
Moțpan reprezentował Mołdawię na Letnich Igrzyskach Olimpijskich 2000 w Sydney. Wówczas nie ukończył chodu na 20 kilometrów.

## Rekordy życiowe
- Chód na 20 kilometrów – 1:28:55 (2000)[3].